# Quick Schuh
Die Quick Schuh Handelsgesellschaft mbH & Co. KG ist ein internationales Franchiseunternehmen im Schuheinzelhandel mit einem Netz von 369 Geschäften und 143 Franchisepartnern in Deutschland und Österreich. Sie ist eine Tochtergesellschaft der ANWR Group.
Die Quick Schuh erzielte 2013 einen Außenumsatz von 169 Mio. Euro. Sitz des Unternehmens ist Mainhausen bei Aschaffenburg. Geschäftsführer sind Volker Gromer und Alfred Pusswald, Aufsichtsratsvorsitzender ist Johannes Schnütgen.

## Dienstleistungen
Zu den Dienstleistungen zählen unter anderem Zentraler Einkauf, Marketing, Vertriebskonzepte, Finanzdienstleistung, Verrechnung, Unternehmensberatung, Ladenbau, Informationstechnologie, Logistik, Vor-Ort-Betreuung und Aus- und Weiterbildung. Die Franchisepartner vertreiben u. a. Marken wie Rieker und Tamaris sowie die Handelsmarken Firence, Montega, Pep Step, Fight und Quickly.

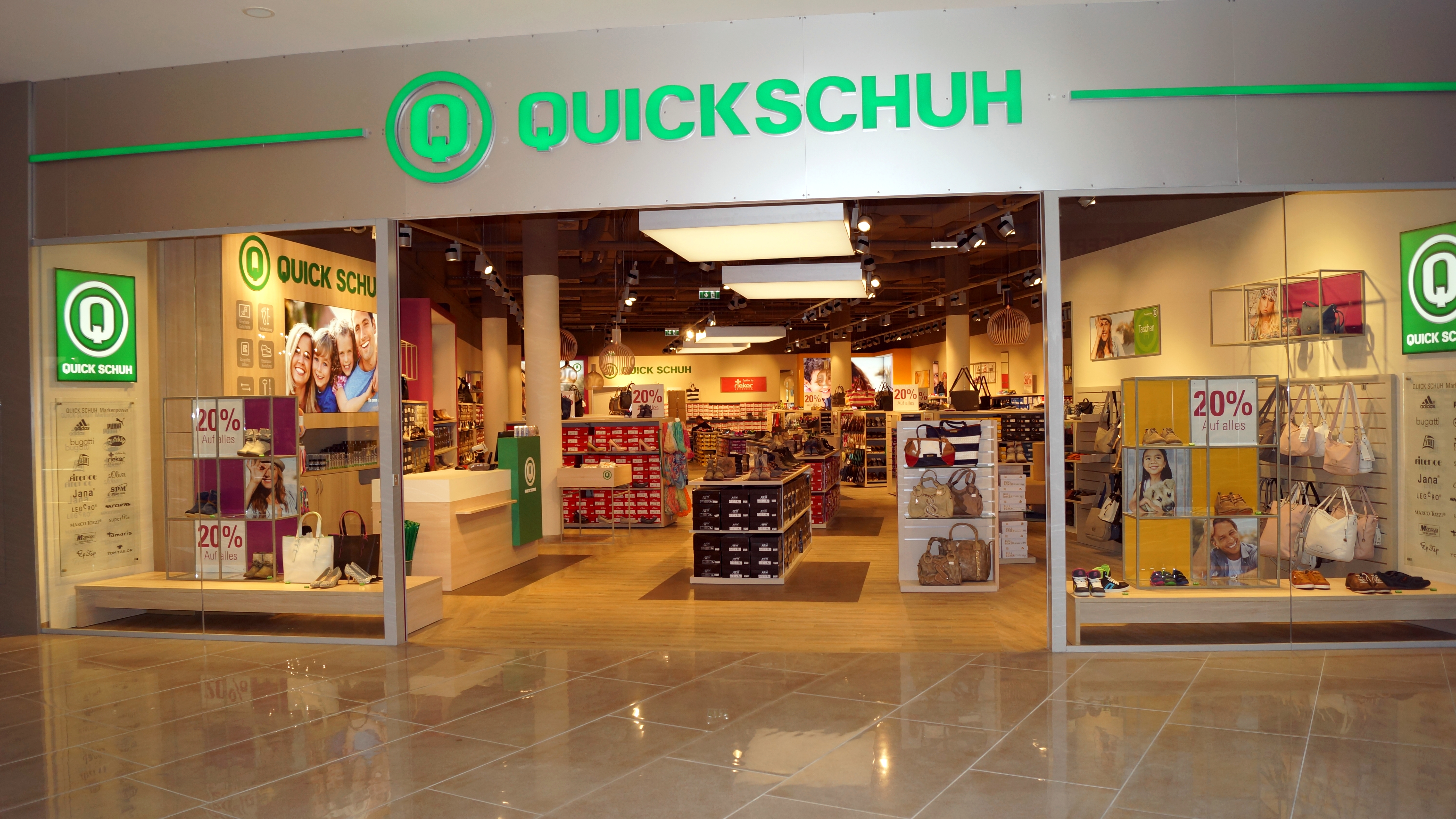
Quick Schuh im Wiener Citygate
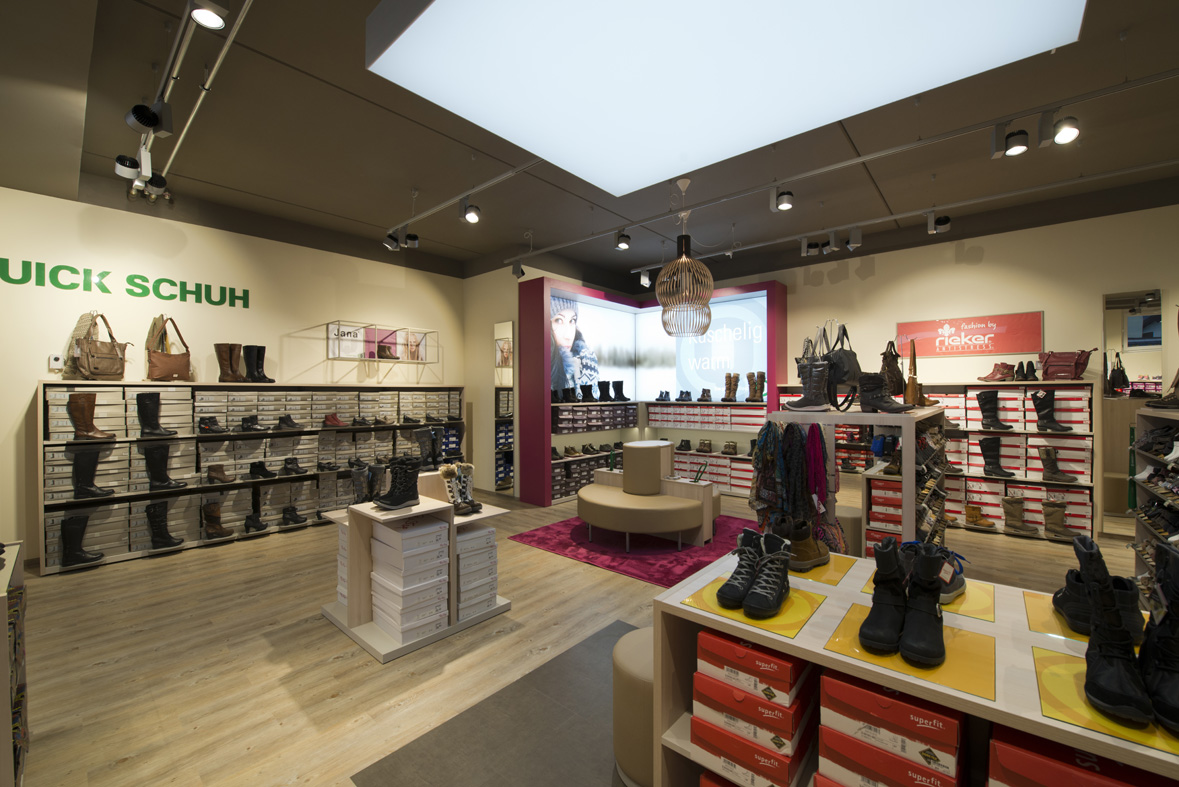
Quick Schuh in Neu-Anif bei Salzburg